# Godło Makau

Godło Makau (1999)

Aktualne godło Makau obowiązuje od 20 grudnia 1999 roku, kiedy to terytorium wróciło do Chin. Jest nazywane "Emblematem Regionalnym".
W Emblemacie Regionalnym widnieją te same symbole, co na fladze Makau (biały kwiat lotosu i 5 żółtych gwiazd) oraz nazwa terytorium zapisana po chińsku i portugalsku.

## Okres kolonialny
Przed 1999 r. Makau było kolonią portugalską, wizerunki kolejnych herbów terytorium nawiązywały do symboliki swej metropolii.

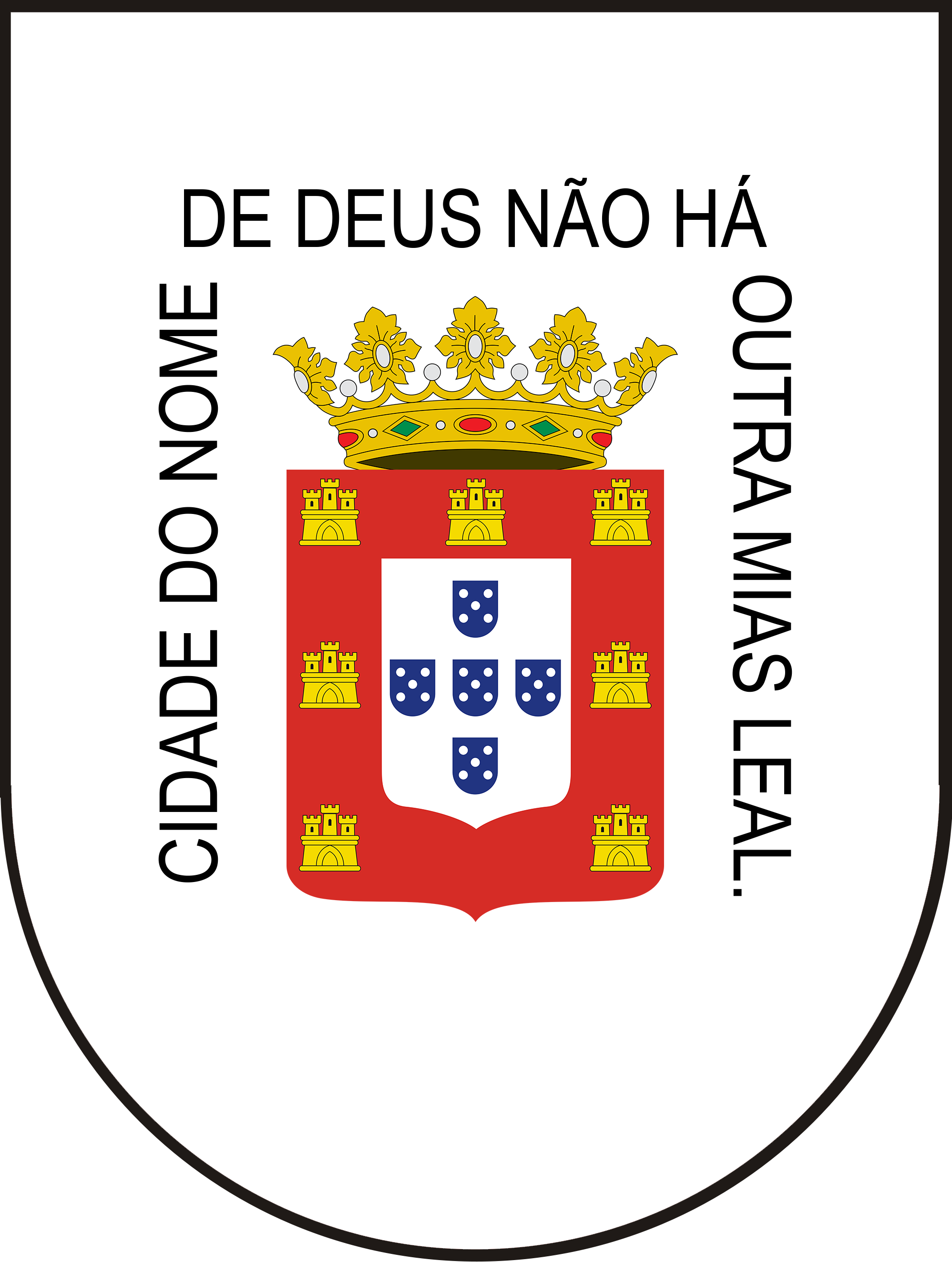
Pierwszy herb Makau (przełom XVIII i XIX wieku)
Drugi herb Makau (od XIX w. do roku 1935)
Mały herb Makau (1935–1999)
Wielki herb Makau (1935–1951)
Wielki herb Makau (1951–1976)
Wielki herb Makau (1976–1999)